# Marjorie Leet
Pour les articles homonymes, voir Leet.
Marjorie Leet née le 13 mai 1904 dans l'Iowa et morte le 4 janvier 1994 à Deerfield Beach en Floride, est une showgirl, Ziegfeld Girl, danseuse de revue américaine.

## Biographie
Marjorie Leet est la fille de M. et Mme William A. Leet. En 1922, elle quitte Minneapolis pour New York rejoindre les Morgan Dancers à l'invitation de Marion Morgan.
Elle est engagée par Florenze Ziegfeld pour apparaître comme danseuse dans les Ziegfeld Follies de 1923, 1924, et 1925 ; elle joue dans les comédies musicales No Foolin' en juin 1926 au Globe Theatre et Criss Cross en 1926,,, et apparaît de nouveau dans les Ziegfeld Follies de 1927.
Elle apparaît au cinéma aux côtés de John Wayne dans The Big Trail de Raoul Walsh en 1930,.